# Улица Маршала Полубоярова
Улица Ма́ршала Полубоя́рова (название с 1995 года) — улица в Юго-Восточном административном округе города Москвы на территории района Выхино-Жулебино на границе с городом Люберцы Московской области. Расположена между Новорязанским шоссе и улицей Генерала Кузнецова. Пересекается с улицами Тарханской, Авиаконструктора Миля и Привольной.

## Происхождение названия
Названа 17 января 1995 года в честь маршала бронетанковых войск Павла Павловича Полубоярова (1901—1984) — участника Великой Отечественной войны, Героя Советского Союза. Бывший проектируемый проезд № 724.

## Здания и сооружения
Адресно к улице отнесены только здания на западной, Московской стороне улицы, дома на противоположной стороне имеют адреса в г. Люберцы.
- № 6 корп. 2 — детский сад № 2322
- № 12 — школьное отделение 5 Лицея 1793 «Жулебино»[3], бывшая (до 2017 года) средняя общеобразовательная школа 1909[4]. В школе открыт музей «Боевой славы 108 штурмового авиаполка». Во дворе школы установлен памятный знак в честь лётчиков 299[5] штурмового авиаполка, летчики которого в 1941—1942 гг. совершали боевые вылеты с аэродрома Люберцы — Жулебино.
- № 22 — средняя общеобразовательная школа № 1905[6]

## Транспорт
По улице проходят маршруты автобусов №  279, 669.